# Ptilostomus
Ptilostomus is een monotypisch geslacht van zangvogels uit de familie kraaien (Corvidae).

## Soorten
Het geslacht kent de volgende soort:
- Ptilostomus afer – Piapiac